# Ukrán Fegyveres Erők
Ukrajna Fegyveres Erői (ukránul: Збройні сили України / Zbrojnyi szili Ukrajini) Ukrajna 1991-es függetlenné válása után alakultak meg. Az Ukrán Fegyveres Erőket három haderőnem és két önálló fegyvernem alkotja. A hadsereg haderőnemei a Szárazföldi Erők (Cухопутні війська / Szuhoputnyi vijszka), a Légierő (Повітряні сили / Povitrjanyi szili) és a Haditengerészet (Військово-Морські сили /Vijszkovo-Morszki szili). Önálló fegyvernemei a Különleges Műveleti Erők és a Légideszant-csapatok. A hadsereg legfelsőbb parancsnoka Ukrajna elnöke.

## Története
Szovjetunió felbomlása és Ukrajna 1991-es függetlenné válása után az ország területén Európa egyik legnagyobb fegyveres ereje jött létre, amely szervezetében és fegyverzetében a szovjet hadsereg igényeinek felelt meg, atomfegyverrel és stratégiai hordozóeszközökkel rendelkezett. Az Ukrajna területén maradt haderő 780 ezer fős volt, 9293 harckocsival, körülbelül 11 ezer páncélozott szállító- és gyalogsági harcjárművel, 18240 tüzérségi eszközzel, körülbelül 2 ezer repülőgéppel és 800 db helikopterrel. Ukrajna Legfelsőbb Tanácsa (Verhovna Rada) 1991. szeptember 24-i határozata rendelkezett arról, hogy az egykori Szovjet Hadsereg Ukrajna területén található fegyveres alakulatai fölött átveszi a fennhatóságot, és egyúttal létrehozták Ukrajna Védelmi Minisztériumát. A független Ukrajna fegyveres erőinek létrehozása óta – különböző intenzitással – tart az a folyamat, amelynek célja egy modern, mozgékony és ütőképes haderő létrehozása az ország igényeinek megfelelően.
Az Ukrán Fegyveres Erők létrehozása utáni első években folyt a hadsereg működését szabályozó jogszabályok megalkotása, valamint a szervezeti átalakítás. A kezdeti idők átalakítását a szovjet örökségből adódó haditechnikai eszközpark és a nagy létszámú személyi állomány gyors leépítése jellemezte. Erre az időszakra esett Ukrajna csatlakozása az Európai hagyományos fegyveres erőkről szóló szerződéshez történt csatlakozása, valamint 1992-es csatlakozása a Taskenti Egyezményhez.
1992-re kialakult az ország fegyveres struktúráinak törvényi háttere. Az Ukrán Fegyveres Erők kialakításának egyik alapdokumentuma a Legfelsőbb Tanács által elfogadott "Ukrajna védelmének és az Ukrán Fegyveres Erők kialakításának koncepciója". Létrehozták a védelmi szféra ügyeit koordináló, az elnök mellett működő Nemzetbiztonsági és Védelmi Tanácsot, a Legfelsőbb Tanács elfogadta az "Ukrajna védelméről" és az "Ukrán Fegyveres Erőkről" szóló törvényeket.
Ukrajna lemondott nukleáris fegyvereiről, 1996. június 1. óta az ország területén nincs atomfegyver. Az 1240 db nukleáris robbanófeje a gázadósság egy részének elengedése fejében Ukrajna átadta Oroszországnak. A 43 db stratégiai bombázó egy részét (Tu–160) ugyancsak Oroszországnak adta el Ukrajna, nagyobb részüket (Tu–160 és Tu–95) pedig egy majdnem egy évtizedes folyamat során megsemmisítette. Ugyancsak felszámolták a stratégiai rakétacsapatok Ukrajna területén maradt 176 db interkontinentális ballisztikus rakétáját. Ukrajna 1994-ben csatlakozott az atomsorompó-egyezményhez is.
Az Ukrán Fegyveres Erők számos nemzetközi akcióba kapcsolódtak be. Az ukrán hadsereg első nemzetközi szerepvállalására a délszláv konfliktusban került sor. 2006-ban közel 20 000 ukrán katona szolgált különféle békefenntartó missziókban a világ 10 országában.
Az Ukrán Fegyveres Erők első éles harci alkalmazására 2004. április 6-án került sor Irakban, Al-Kut városában, ahol az ukrán békefenntartók többórás harcot vívtak a bázisukat támadó iraki gerillákkal.
Az Ukrán Fegyvere Erők több alakulata vesz rész harci cselekményekben a Luhanszki és a Donecki területen az orosz szakadárok ellen zajló Terroristaellenes Műveletben (ATO).
2014 októberéig a szovjet hagyományokon alapuló február 23. volt a fegyveres erők ünnepe. Petro Porosenko 2014. októberi elnöki rendelete nyomán október 14-e a fegyveveres erők ünnepnapja (a haza védőjének napja).

## Felépítése

### Ukrán Szárazföldi Erők

Az Ukrán Szárazföldi Erők hadműveleti parancsnokságai elhelyezkedése Ukrajnában

Ukrajna szárazföldi hadereje szervezetileg az elnöknek és a vezérkarnak közvetlenül alárendelt egységekből, illetve négy hadműveleti parancsnokságból, áll.
A függetlenség elnyerése (1991. augusztus 24.) után három szovjet katonai körzet volt Ukrajna területén: Kijevi Katonai Körzet, az Odessza Katonai Körzet és a Kárpátok Katonai Körzet. A Szovjetunió összeomlása után a 13. összfegyvernemi hadsereg Ukrajna fennhatósága alá került, ahol 13. hadsereghadtest megnevezéssel az ukrán szárazföldi erők hadműveleti és taktikai egysége volt 2013-ig. 1993. július 1-jén hozták létre 6. gárdahadtestet az akkoriban az odesszai katonai körzethez tartozó 6. gárda harckocsihadsereg átszervezésével, az egység szintén 2013-ig létezett. 1998-ban történt az első jelentős átalakítás, a három Katonai Körzet helyén létrejött három új Műveleti Parancsnokság: Nyugati Műveleti Parancsnokság (Lviv), Déli Műveleti Parancsnokság (Odessza) – amelybe beépült a 6. gárdahadtest – és Északi Műveleti Parancsnokság (Csernyihiv) – amely a 13. hadseregtestre épült. 2006-ban elnöki rendelettel Ukrajna területét négy katonai szárazföldi zónára osztották: Nyugati Műveleti Parancsnokság (Lviv), Déli Műveleti Parancsnokság (Odessza), Északi területi közigazgatás (Csernihiv) és az Ukrán fegyveres erők haditengerészeti erői (Krím). 2013-ban újabb reform kezdődött, Ukrajna elnökének rendeletével a szárazföldi haderő két hadműveleti parancsnokság alá került: „Dél” hadműveleti parancsnokság (Dnyipropetrovszk) és "Északi" hadműveleti parancsnokság (Rivne) alá.  2015-ben, a Kelet-ukrajnai háborúval összefüggésben új önálló hadműveleti parancsnokság megalakításáról döntöttek. Megkezdődött a fegyveres erők új reformja, akkor Ukrajna területét négy katonai szárazföldi övezetre osztották fel, amely egy-egy hadtestet jelent.

#### Szárazföldi Erők Parancsnokság közvetlen alárendelt egységei
Az Ukrán Fegyveres Erők Szárazföldi Erők Parancsnokságának alárendelt alakulatok és egységek:
- az elnöki gárda, a Hetman Bohdan Hmelnickij ezred (Kijev)
- 96. hírszerző központ rádiósugárzást kibocsátó űrobjektumok megfigyelésére (Velykyi Dalnyk, Odesszai terület)
- 148. hírszerzési parancsnoki központ (Kijev)
- 169. mobil javítási műszaki bázis (Kanatove vasútállomásm, Vysoki Bairaky, Kirovohradi terület)
- 1004. biztonsági és szolgálati zászlóalj (Kijev)
- 3568. légvédelmi műszaki rakétabázis (Sztarokosztyantinyiv, Hmelnickiji terület)
- egyéb egységek
- A szárazföldi erők rakétacsapata és tüzérsége. A rakétacsapatok és tüzérség parancsnoka és a szárazföldi erők parancsnok-helyettese
  - 15. rakétatüzérségi Kijev ezred (Drohobics, Lviv terület)
  - 19. zaporozsja Szent Barbara rakéta-dandár (Hmelnickij, Hmelnickij terület)
  - 27. rakétatüzérségi Petro Kalnyshevsky[2] kis atamán dandár (Szumi, Szumii terület)
  - 43. tüzérségi Tarasz Trjaszilo[3] dandár (Divichki Pereyaslav, Kiyv terület)
  - 107. rakéta tüzérségi dandár (Kremencsuk, Poltavai terület)
- A Szárazföldi Erők Parancsnokságának Hadsereg Repülési Igazgatósága
  - 8. hadsereg repülési parancsnoksága (Csernyihiv, Csernyihivi terület)
  - 11. hadsereg repülődandár (Чорнобаївка légitámaszpont Herszon közelében, Herszoni terület)
  - 12. hadsereg repülődandár Viktor Pavlenko vezérőrnagy[4] (Novyi Kalyniv, Lviv terület)
  - 16. hadsereg repülődandár (Brodi, Lviv terület)
  - 18. hadsereg repülődandár Igor Sikorsky (Poltava, Poltava terület)
  - 57. légibázis [a hadsereg repülésének karbantartására, javítására és ellátására] (Brody, Lviv terület)
- Tartalék hadtest A tartalékos hadtesthez tartozó dandárok a Vezérkar Stratégiai Tartaléka.
  - 3. önálló harckocsidandár
  - 5. önálló harckocsidandár
  - 14. önálló harckocsidandár
  - 15. önálló gépesített dandár
  - 33. önálló gépesített dandár
  - 45. önálló tüzérdandár
  - 60. önálló gépesített ezred
  - 62. önálló gépesített dandár
  - 63. önálló gépesített dandár
  - 66. önálló gépesített dandár
- Területi Védelmi Erők Parancsnoksága (TVEP)
  - A TVEP információs és távközlési központ (Kijev)
  - a TVEP-nek közvetlenül alárendelt támogató egységek

A négy területvédelmi igazgatóság a szárazföldi erők négy regionális parancsnoksága alatt működik. A területvédelmi dandár egy lövész zászlóaljból, és területenként (ukránul: область) létrehozott területvédelmi zászlóaljakból épül fel, néhány kiegészítő egységgel. 2022 januárjában az ukrán védelmi minisztérium tájékoztatást tett közzé a területi védelmi erők bővítésére vonatkozó terveiről. A Területvédelmi Erőknek el kell érnie a 25 dandárt a 25 régióban (egy terület – egy dandár, 24 terület van, plusz Kijev), legalább 150 zászlóaljból (egy zászlóalj rajononként) felépülve. A létszám békeidőben tízezer, háborús mozgósítás esetén pedig több mint egyszázharmincezer főt jelenthet.

#### Északi hadműveleti parancsnokság

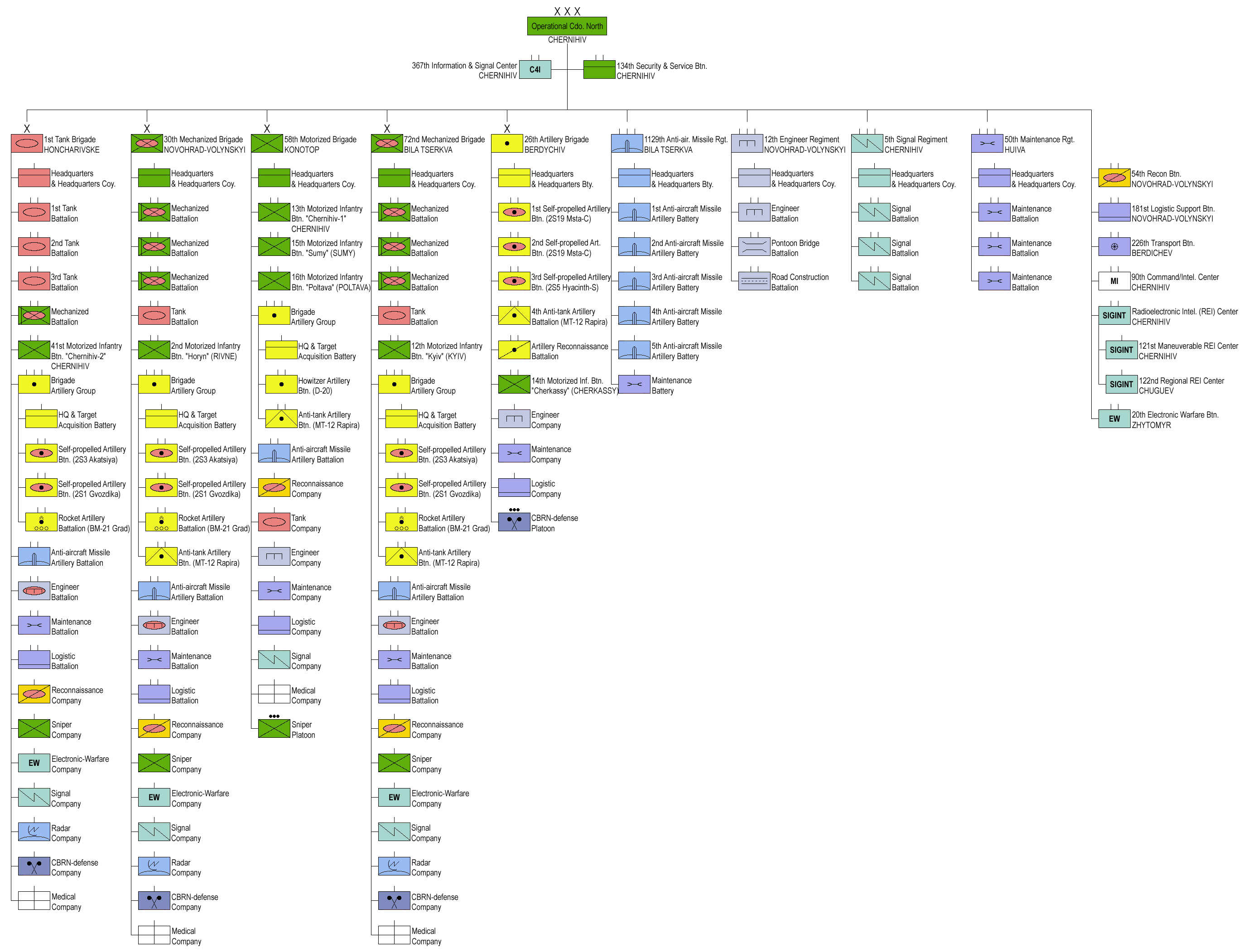
Ukrán fegyveres erők, Északi hadműveleti parancsnokság, szárazföldi csapatok felépítése a NATO egységesített katonai jelölésrendszerével 2017-ben.

Az Észak hadműveleti parancsnokság (ÉHP) az Ukrán Fegyveres Erők Szárazföldi Erőinek operatív egysége Ukrajna északi részén hat régióban – Zsitomiri, Kijevi, Poltavai, Szumii, Cserkaszi és Csernyihivi területek (ukránul: область) – és Kijev városában. Az ÉHP központja Csernyihiv.

##### Története
Ukrajna 1991. augusztus 24. elnyerte függetlenségét. A szovjet 1. hadsereghadtest (korábban 1. gárdahadsereg) Ukrajna területen állomásozott, a főhadiszállása  Csernyihivben volt. Az 1990-es évek elején a hadsereg 1. hadsereggé alakult, majd 1996-ban átalakult Északi Műveleti és Területi Parancsnoksággá magába olvasztva a 8. hadsereghadtest egységeit és alakulatait. 1998. elején a parancsnokság ketté vált. Az Északi Műveleti Parancsnokság a területen végzett műveleteket irányította, az Északi Területi Parancsnokság más feladatot látott el. 2005. augusztusában az Északi Műveleti Parancsnokságból létrehozták az Északi Területi Igazgatóságot. Az igazgatóság feladata 2008-tól a területvédelem megszervezése, a sorkatonák és szerződéses katonák toborzása, valamint az infrastruktúra kezelése. 2012-ben feloszlatták a 30. Különálló híradóezredet, ez az operatív irányítási képességek elvesztéséhez vezetett. 2013 novemberében az igazgatóságot az északi hadműveleti parancsnoksággá alakították át. A parancsnokság felszívta a feloszlatott 13. hadsereg (Rivne) egységeit. Az ÉHP alakulatai több nemzetközi küldetésben vettek részt, mint Irak, ex-Jugoszlávia, Libanon, Kongó, Libéria.

##### Katonai egységek
Észak hadműveleti parancsnokság alá tartozó magasabb egységek. A NyHP részletes felépítését a jobbra fent található ábra kattintva lehet megtekinteni. Ez a táblázat 2022-es, az ábra a 2017-es állapotot mutatja.
| H/T | egység neve                              | egység székhelye   | székhely terület (oblast) |
| --- | ---------------------------------------- | ------------------ | ------------------------- |
| T   | 134. biztonsági és szolgálati zászlóalj  | Csernyihiv         | Csernyihiv                |
| T   | 226. szállító zászlóalj                  | Berdicsiv          | Zsitomir                  |
| T   | 5. híradóezred                           | Csernyihiv         | Csernyihiv                |
| T   | 367. felderítő és távközlési zászlóalj   | Csernyihiv         | Csernyihivi               |
| T   | 90. parancsnoki és hírszerzési zászlóalj | Csernyihiv         | Csernyihiv                |
| T   | ELINT Rádiófelderítési Központ           | Csernyihiv         | Csernyihiv                |
| T   | 20. kíber hadászati zászlóalj            | Zsitomir           | Zsitomir                  |
| T   | 12. hadműveleti támogató [mérnök] ezred  | Novohrad-Volynskyi | Zsitomir                  |
| T   | 50. javító és nagyjavító ezred           | Huiva              | Zsitomir                  |
| T   | 181. anyagellátó zászlóalj               | Novohrad-Volynskyi | Zsitomir                  |
| H   | 1. harckocsidandár                       | Honcharivske       | Csernyihiv                |
| H   | 30. gépesített dandár                    | Novohrad-Volynskyi | Zsitomir                  |
| H   | 58. motorizált dandár                    | Konotop            | Szumi                     |
| H   | 72. gépesített brigád                    | Bila Cerkva        | Kijev                     |
| H   | 26. tüzérdandár                          | Berdicsiv          | Zsitomir                  |
| H   | 1129. légvédelmi rakétaezred             | Bila Cerkva        | Kijev                     |
| H   | 54. felderítő zászlóalj                  | Novohrad-Volynskyi | Zsitomir                  |

H = harci egység, T = harci támogató egység
Mindent terület (oblast) különálló önkéntes területvédelmi dandárral rendelkezik, amely rendre egy-egy lövész zászlóaljat jelent a további tartalékosokkal feltölthető egységek mellett.

#### Déli Hadműveleti Parancsnokság

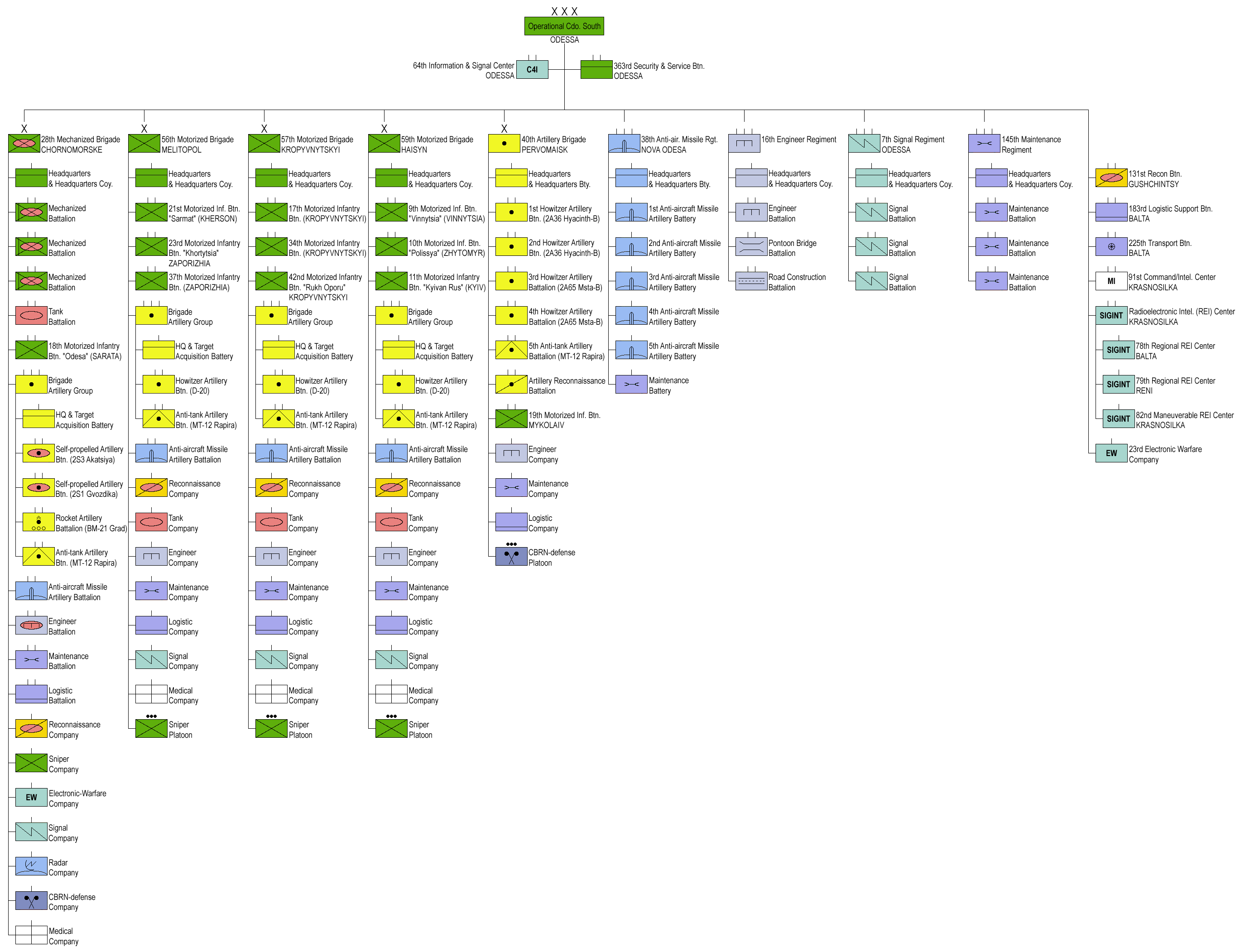
Ukrán fegyveres erők, Déli hadműveleti parancsnokság, szárazföldi csapatok felépítése a NATO egységesített katonai jelölésrendszerével 2017-ben.

A Déli Hadműveleti Parancsnokság (DHP) az Ukrán Fegyveres Erők Szárazföldi Erőinek operatív egysége Ukrajna déli részén öt régióban – Vinnicjai, Kirovohradi, Mikolajivi, Odesszai és Herszoni területek (ukránul: область). A Krími Autonóm Köztársaság és Szevasztopol város szárazföldi területe, mint különálló katonai terület, a DHP felelősségi körébe tartozik, figyelembe véve a megszállt területekre vonatkozó törvényeket. A DHP főhadiszállása Odessza.

##### Története
Az odesszai katonai körzet 1842 júliusában alapította I. Miklós orosz cár hadügyminisztere, Dmitrij Miljutyin. A II. Világháború során az Odesszai Katonai körzet haderejét többször átszervezve használta fel a Szovjet Hadsereg. Ukrajna 1991-es függetlenné válását követően a területen állomásozó szovjet egységek ukrán egységgé lettek. Az ukrán védelmi minisztérium 1997. július 1-jei irányelvének megfelelően 1998. január 3-tól az Odessza Katonai Körzetet Déli Műveleti Parancsnoksággá szervezték át, amelynek irányító szervei Odesszában voltak. A Déli Műveleti Parancsnokság felelősségi területe nyolc régió volt: Dnyipropetrovszki, Donyecki, Zaporizzsjai, Kirovohradi, Luhanszki, Mikolajivi, Odesszai és Herszoni területek. 2013-ban a 6. hadsereghadtest bázisán, amelynek irányító szervei Dnyipropetrovszkban voltak, létrehozták a Dél hadműveleti parancsnokságot. 2015-ben az újonnan létrehozott Kelet hadműveleti parancsnokság a dnyipropetrovszki irányító testületeknek volt alárendelve, amelyet később Mikolajivbe, majd Odesszába helyeztek át.

##### Katonai egységek
Észak hadműveleti parancsnokság alá tartozó magasabb egységek. A NyHP részletes felépítését a jobbra fent található ábra kattintva lehet megtekinteni. Ez a táblázat 2022-es, az ábra a 2017-es állapotot mutatja.
| H/T | egység neve                                       | egység székhelye | székhely terület (oblast) |
| --- | ------------------------------------------------- | ---------------- | ------------------------- |
| H   | 28. gépesített dandár                             | Csornomorske     | Odessza                   |
| H   | 56. gépesített dandár                             | Melitopol        | Zaporizzsja               |
| H   | 57. gépesített dandár                             | Kropivnickij     | Kirovohrad                |
| H   | 59. gépesített dandár                             | Haisyn           | Vinnicja                  |
| H   | 40. tüzérdandár                                   | Pervomajszk      | Mikolajiv                 |
| H   | 38. légvédelmi rakétaezred                        | Nova Odesa       | Mikolajiv                 |
| T   | 7. hiradós ezred                                  | Odessza          | Odessza                   |
| T   | 16. műszaki ezred                                 | nem ismert       | nem ismert                |
| T   | 145. karbantartó ezred                            | nem ismert       | nem ismert                |
| H   | 131. felderítő zászlóalj                          | Hushchyntsi      | Vinnicja                  |
| T   | 183. logisztikai támogató zászlóalj               | Balta            | Odessza                   |
| T   | 225. szállító zászlóalj                           | Balta            | Odessza                   |
| T   | 363. biztonsági zászlóalj                         | Odessza          | Odessza                   |
| T   | 91. parancsnoki és hírszerző zászlóalj            | Krasznoszilka    | Odessza                   |
| T   | 64. információs központ zászlóalj                 | Odessza          | Odessza                   |
| T   | regionális rádiófelderítő zászlóalj (REI) Központ | Krasnosilka      | Odessza                   |
| T   | 23. kíber hadviselési század                      | nem ismert       | nem ismert                |

H = harci egység, T = harci támogató egység
Mindent terület (oblast) különálló önkéntes területvédelmi dandárral rendelkezik, amely rendre egy-egy lövész zászlóaljat jelent a további tartalékosokkal feltölthető egységek mellett.

#### Keleti hadműveleti parancsnokság

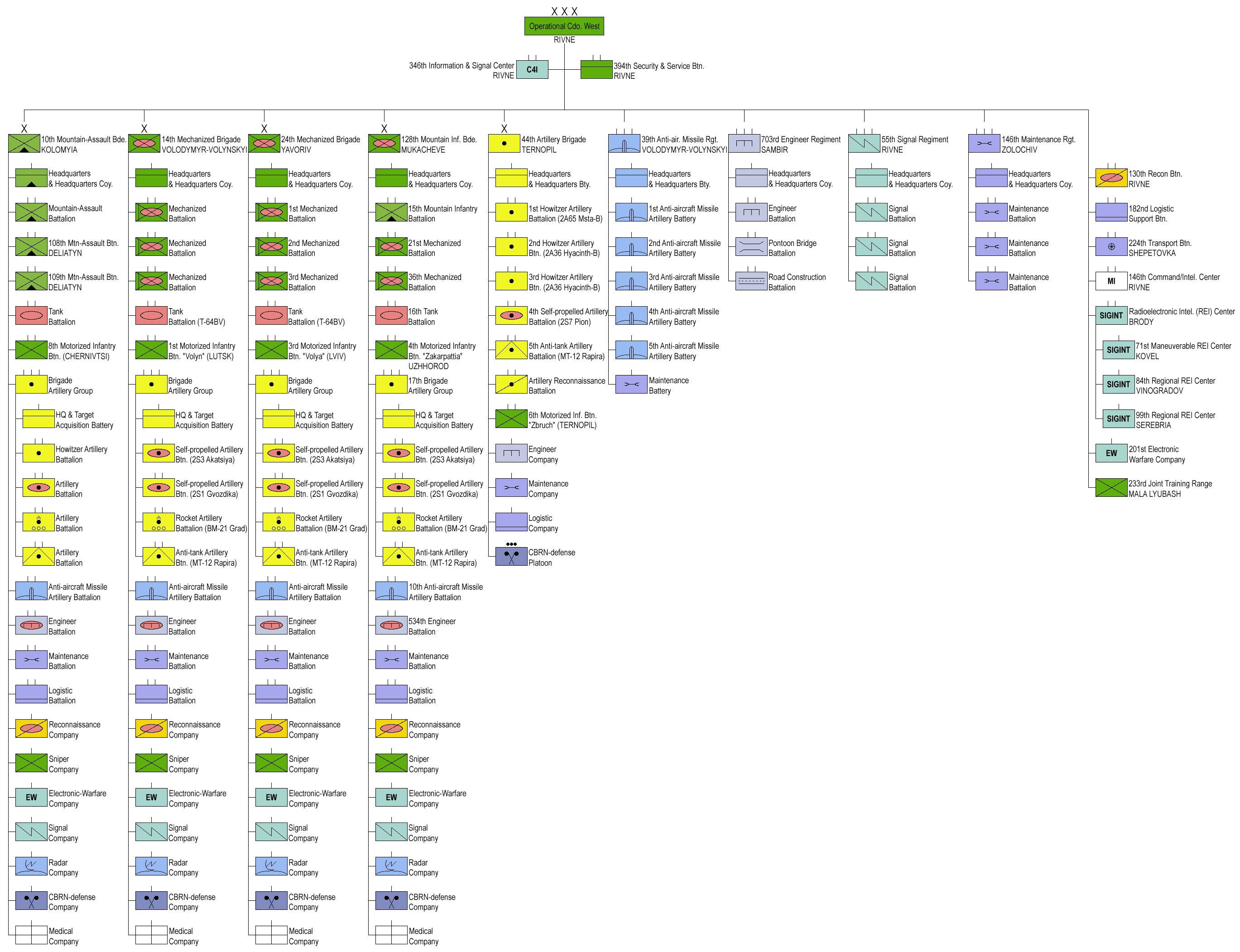
Ukrán fegyveres erők, Nyugati hadműveleti parancsnokság, szárazföldi csapatok felépítése a NATO egységesített katonai jelölésrendszerével 2017-ben.

A Keleti hadműveleti parancsnokság (KHP) az Ukrán Fegyveres Erők Szárazföldi Erőinek operatív egysége Ukrajna keleti részén öt régióban –  Zaporizzsjai, Dnyipropetrovszki, Harkivi terület, Donecki terület és Luhanszki területek  (ukránul: область). Az KHP központja Dnyipro.

##### Történelem
2015-ben, a Kelet-ukrajnai háborúval összefüggésben új önálló hadműveleti parancsnokság megalakításáról döntöttek. Megkezdődött a fegyveres erők új reformja, amelynek során létrejött a Keleti hadműveleti parancsnokság.

##### Katonai egységek
Keleti hadműveleti parancsnokság alá tartozó magasabb egységek. A KHP részletes felépítését a jobbra fent található ábra kattintva lehet megtekinteni. Ez a táblázat 2022-es, az ábra a 2017-es állapotot mutatja.
| H/T | egység neve                             | egység székhelye    | székhely terület (oblast) |
| --- | --------------------------------------- | ------------------- | ------------------------- |
| H   | 17. harckocsidandár                     | Krivij Rih          | Dnyipropetrovszki terület |
| H   | 53. gépesített dandár                   | Szjevjerodoneck     | Luhanszki terület         |
| H   | 54. gépesített dandár                   | Bahmut              | Donecki terület           |
| H   | 92. gépesített dandár                   | Kluhyno-Bashkyrivka | Harkivi terület           |
| H   | 93. gépesített dandár                   | Cserkaszi           | Cserkaszi terület         |
| H   | 55. tüzérdandár                         | Zaporizzsja         | Zaporizzsjai terület      |
| H   | 1039. légelhárító rakétaezred           | Hvardiiske          | Dnyipropetrovszki terület |
| T   | 121. híradóezred                        | Cserkasz            | Cserkaszi terület         |
| T   | 91. mérnökezred                         | Ohtirka             | Szumi terület             |
| T   | 532. karbantartó ezred                  | Cserkaszi           | Cserkaszi terület         |
| T   | 502. elektronikus hadviselés zászlóalj  | Cserkaszi           | Cserkaszi terület         |
| H   | 74. felderítő zászlóalj                 | Cserkaszi           | Cserkaszi terület         |
| T   | 133. biztonsági és szolgálati zászlóalj | Dnyipro             | Dnyipropetrovszki terület |
| T   | 188. parancsnoki és hírszerző zászlóalj | Dnipro              | Dnyipropetrovszki terület |
| T   | 368. információs és hírszerző zászlóalj | Dnyipro             | Dnyipropetrovszki terület |
| T   | 78. logisztikai támogató zászlóalj      | Krivij Rih          | Dnyipropetrovszki terület |
| T   | 227. szállítózászlóalj                  | Krivij Rih          | Dnyipropetrovszki terület |

H = harci egység, T = harci támogató egység
Mindent terület (oblast) különálló önkéntes területvédelmi dandárral rendelkezik, amely rendre egy-egy lövész zászlóaljat jelent a további tartalékosokkal feltölthető egységek mellett.

#### Nyugati hadműveleti parancsnokság

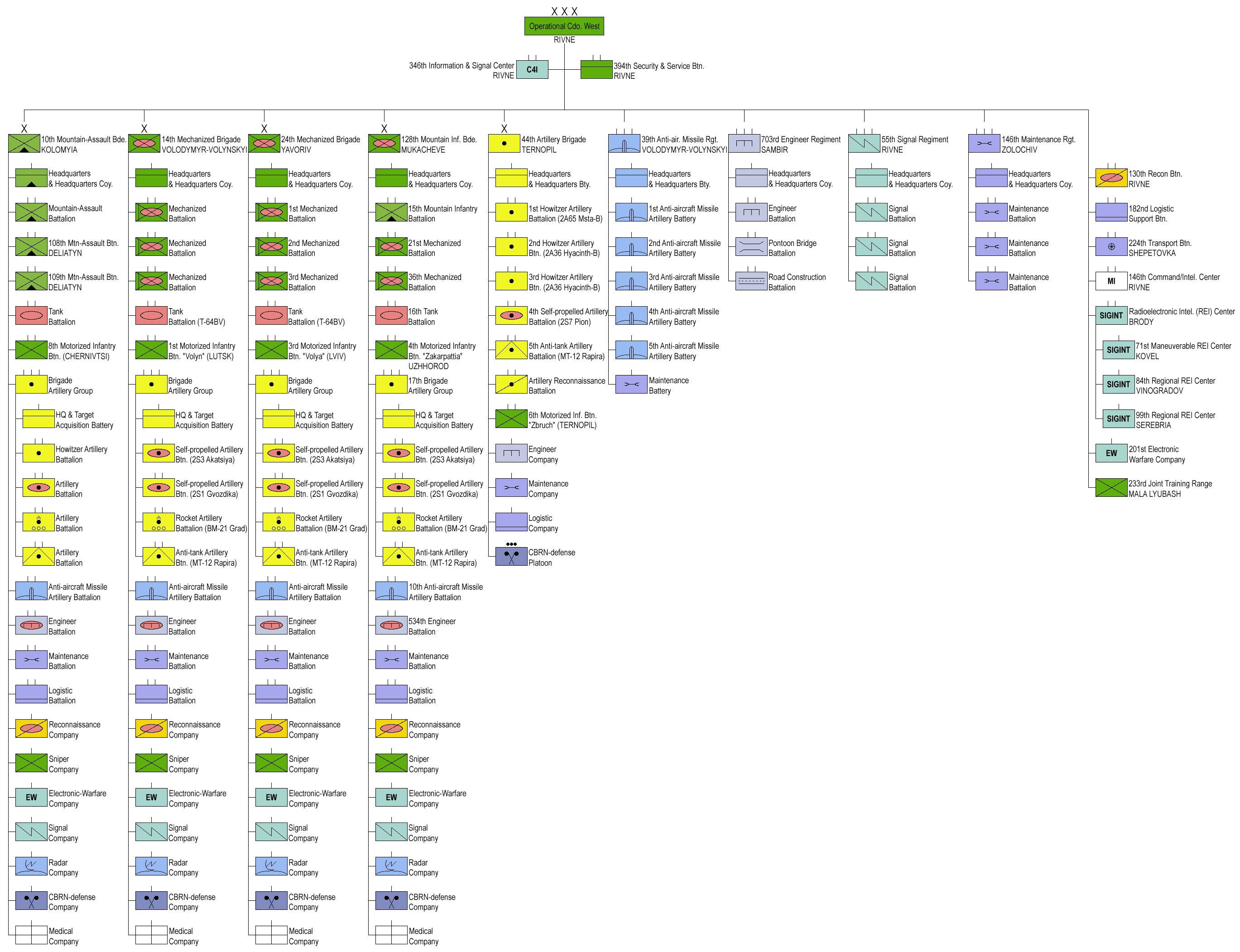
Ukrán fegyveres erők, Nyugati hadműveleti parancsnokság, szárazföldi csapatok felépítése a NATO egységesített katonai jelölésrendszerével 2017-ben.

A Nyugati hadműveleti parancsnokság (NyHP) az ukrán fegyveres erők szárazföldi erőinek hadműveleti egysége Ukrajna nyugati részén, nyolc régióban: Volinyi, Kárpátalja, Ivano-frankivszki, Lvivi, Rivne, Ternopili, Hmelnickiji és Csernyivci területek (ukránul: область). A NyHP Központja Rivne.
Az Ukrán Szárazföldi erőkben megtalálhatók a gépesített csapatok, a harckocsizó csapatok, a tüzérség és rakétatüzérség, a csapatrepülők, valamint a speciális rendeltetésű csapatok és egyéb kisegítő fegyvernemek.

##### Történelem
Ukrajna függetlenségének kikiáltása (1991. augusztus 24.) előtt az ország a Szovjetunió tagköztársasága volt. Ukrajnát három katonai körzetre osztották: Kijev, Odessza és Kárpátalja (létrehozva 1945. július). 1998-ban a Kárpátalja Katonai Körzetre alapozva megalakult a Nyugati Műveleti Parancsnokság, amelynek irányító szervei Lvivben voltak. A nyugati hadműveleti parancsnokság felelősségi területe Vinnica, Voliny, Kárpátalja, Ivano-Frankivszk, Lviv, Rivne, Ternopil, Hmelnickij és Csernyivci régiók területe volt. Többszöri átszervezést követően 2015. április 1-jén megalakult a Nyugati hadműveleti parancsnokság rivnei központtal, a lvivi nyugati hadműveleti parancsnoki irodát 2015. augusztusában megszüntették.

##### Katonai egységek
Nyugat hadműveleti parancsnokság alá tartozó magasabb egységek. A NyHP részletes felépítését a jobbra fent található ábra kattintva lehet megtekinteni. Ez a táblázat 2022-es, az ábra a 2017-es állapotot mutatja.
| H/T | egység neve                                 | díszlokáció          | székhely terület (oblast) |
| --- | ------------------------------------------- | -------------------- | ------------------------- |
| H   | 10. hegyi rohamdandár                       | Kolomija             | Ivano-frankivszki terület |
| H   | 128. hegyi gyalogdandár                     | Munkács              | Kárpátalja                |
| H   | 130. felderítő zászlóalj                    | Dubno                | Rivne                     |
| H   | 14. gépesített dandár                       | Volodimir-Volinszkij | Volin                     |
| T   | 146. felderítő parancsnoki központ          | Rivne                | Rivne                     |
| T   | 146. javító és nagyjavító ezred             | Zolocsiv             | Lviv                      |
| T   | 182. anyagellátó zászlóalj                  | nem ismert           | nem ismert                |
| T   | 201. kiber hadászati század                 | nem ismert           | nem ismert                |
| T   | 224. szállító zászlóalj                     | Rivne                | Rivne                     |
| T   | 233. gyakorlótér                            | Mala Lyubasha        | Rivne                     |
| H   | 24. gépesített dandár                       | Javoriv              | Lviv                      |
| T   | 346. hírszerző és távközlési zászlóalj      | Rivne                | Rivne                     |
| H   | 39. légvédelmi rakétaezred                  | Volodimir-Volinszkij | Volini                    |
| T   | 394. biztonsági és szolgálati zászlóalj     | Rivne                | Rivne                     |
| H   | 44. tüzérdandár                             | Ternopil             | Ternopil                  |
| T   | 55. híradó ezred                            | Rivne                | Rivne                     |
| H   | 703. hadműveleti támogató [mérnöki] ezred   | Szambir              | Lviv                      |
| T   | regionális elektronikus hírszerzési központ | Brodi                | Lviv                      |

H = harci egység, T = harci támogató egység
Mindent terület (oblast) különálló önkéntes területvédelmi dandárral rendelkezik, amely rendre egy-egy lövész zászlóaljat jelent a további tartalékosokkal feltölthető egységek mellett.
Ilyen a 101. területvédelmi dandár is a Kárpátalja területen. Ezt a dandárt a 212. lövész zászlóalj (Ungvár), a 68. területvédelmi zászlóalj (Ungvár), a 69. területvédelmi zászlóalj (Rahó), a 70. területvédelmi zászlóalj (Munkács), a 71. területvédelmi zászlóalj (Técső), a 72. területvédelmi zászlóalj (Huszt) és a 73. területvédelmi zászlóalj (Beregszász) alkotja. A dandár alá rendelve működik a kémelhárítás, a logisztika, a kommunikáció és egy légvédelmi szakasz is.

#### Harci egységek térképen (2017)
A fejezetben szereplő harci egységek – felderítő egységek kivételével – földrajzi elhelyezése az alábbi térképen látható. Az egységek parancsnokságát jelzi a pozíció.

## Az ukrán haditengerészeti erők egységei
Hadihajók és csónakok, amelyek 2021. június 20-án az ukrán haditengerészet részét képezték:
| Fénykép | Hadrendi jelzés | Név                                          | Típus                     | Vízre bocsátás | Ukrán haditengerészet állományába került | Megjegyzés |
| --- | --------------- | -------------------------------------------- | ------------------------- | -------------- | ---------------------------------------- | --- |
| Sea Breeze - 2016 ukrán-amerikai képzés | F-130           | Hetyman Szahajdacsnij fregatt                | Project 1135              | 1992. 03. 29.  | 1993. 04. 2.                             | A mikolajivi hajógyárban javítás alatt álló hajót elsüllyesztették, a hajó részlegesen víz alá merült. |
| | (-)             | Ramsey aknászhajó                            | Aknászhajó                | 1999           | (átadás alatt)                           | |
| | (-)             | Blyth aknászhajó                             | Aknászhajó                | 2000           | (átadás alatt)                           | |
| | (-)             | Szimferopol közepes felderítő hajó           | Laguna osztály            | 2020           | (tesztelés alatt)                        | Nincs szolgálatba állítva, |
| Yuri Olefirenko (U401).jpg | L401            | Jurij Olefirenko közepes partraszállító hajó | 773. Projekt              | 1970. 12. 31.  | 1996. 1. 10.                             | A hajó az Ocsakivi Haditengerészeti Bázison állomásozik. |
| Pryluky (ship, 1980) 08.jpg | U153            | Priluki hordszárnyas rakétás gyorsnaszád     | 206MP projekt             | 1980. 12. 12.  | 1996. 1. 10.                             | Felújítás alatt |
| Boat U170 Skadovsk 2012 G1.jpg | P170            | Szkadovszk őrhajó                            | 1400M projekt             | 1990           | 1992. 4. 15.                             | Honi kikötője a Nyugati Haditengerészeti Bázis Odesszában. |
| Keret nélküli | P-241           | Hol Prisztany kis hadihajó                   | Az R-1415 projekt         | 1975           | 1997                                     | 1997. 8. 1-ig a Szovjetunió haditengerészetében szolgált RK–No. 59 néven. |
| | P-171           | АК-03                                        | Project 376               | 1972           | 1998                                     | |
| | P-172           | Rivne őrhajó AK-01                           | Project 376               | 1972           | 1998. 10. 7.                             | |
| | P-173           | AK-02                                        | Project 376               | 1973           | 1998. 10. 7.                             | Az AKA-02 hajót 1971-ben építették a Szosznovszkij Hajógyárban 1652-es sorozatszámmal a Szovjetunió Fekete-tengeri Flotta számára. 2019-től az Ukrán Fegyveres Erők Haditengerészetének 24. Folyami Hajók Hadosztályának része volt, székhelye Ochakiv. |
| 2016. június másodikán az odesszai öböl térségében végzett tesztek során először hajózott együtt két páncélozott tüzérségi hajó, amelyeket az Ukrán Fegyveres Erők haditengerészet részére építettek. Az út során a taktikai hajó-csoport viharos körülmények között tesztelte a rendszereit és az együttműködést. A tervek szerint a közeljövőben a kisméretű páncélozott tüzérségi hajók is az ukrán haditengerészet részei lesznek. | P174            | Akkerman őrhajó                              | 58155 Hjurza-M            | 2015. 11. 11.  | 2016. 12. 6.                             | A hajó a 2022-es orosz invázió során Mariupol védelmében vett részt, ahol sérülést szenvedett és az orosz erők elfoglalták. Később az orosz Fekete-tengeri Flottánál szolgálatba állították.                                                            |
| | P175            | Bergyanszk őrhajó                            | 58155 Hjurza-M            | 2015. 11. 11.  | 2016. 12. 6.                             | A hajót 2018. augusztus 25-én a Keresi-szorosban történt tengeri incidens során az orosz erők elfoglalták, majd 2019. augusztus 18-án visszaadták Ukrajnának. A hajó Odesszában, a Nyugati Haditengerészeti Bázison állomásozik.                        |
| | P176            | Nyikopol őrhajó                              | 58155 Hjurza-M            | 2018. 6. 20.   | 2018. 7. 1.                              | A hajót 2018. augusztus 25-én a Keresi-szorosban történt tengeri incidens során az orosz erők elfoglalták, majd 2019. augusztus 18-án visszaadták Ukrajnának. A hajó Odesszában, a Nyugati Haditengerészeti Bázison állomásozik.                        |
| | P177            | Kremencsuk őrhajó                            | 58155 Hjurza-M projekt    | 2017. 6. 30.   | 2018. 7. 1.                              | 2018-tól az azoki flottillában szolgált, honi kikötője Bergyanszkban volt. A 2022-es orosz támadást követően a hajó részt vett Mariupol védelmében, ahol orosz ellenőrzés alá került.                                                                   |
| | P178            | Lubny őrhajó                                 | 58155 Hjurza-M            | 2017. 6. 29    | 2018. 7. 1.                              | 2018 szeptemberétől pedig átcsoportosították Bergyanszkba, az Azovi Haditengerészeti Bázisra. A hajó Mariupolnál találatot kapott és elsüllyedt. |
| | P179            | Vishorod őrhajó                              | 58155 Hjurza-M            | 2017. 6. 20.   | 2018. 7. 1.                              | A hajó a 2022-es orosz támadás során orosz ellenőrzés alá került. |
| | P180            | Kosztopil őrhajó                             | 58155 Hjurza-M            | 2019. 4. 4.    | 2020. 9. 5.                              | A hajó Odesszában, a Nyugati Haditengerészeti Bázison állomásozik. |
| | P190            | Szlavjanszk                                  | Island osztályú őrhajó    | 1988. 4. 29.   | 2019. 11. 13.                            | Az USA-ban épült, USCGC Cushing néven a Az Egyesült Államok Parti Őrségében szolgált, amíg át nem adták Ukrajnának. 2022. március 3-án egy orosz repülőgépe H–31 levegő-föld rakétával elsüllyesztette. A személyzet egy részét sikerült kimenteni.     |
| | P-191           | Starobilsk                                   | Island osztályú őrhajó    | 1988. 8. 7.    | 2019. 11. 13.                            | Az USA-ban épült, USCGC Drummond néven a Az Egyesült Államok Parti Őrségében szolgált, amíg át nem adták Ukrajnának. |
| középen | P192            | Szumi                                        | Island osztályú őrhajó    | 1986. 4. 12    | 2021. 11. 29                             | Az USA-ban épült, USCGC Ocracoke néven a Az Egyesült Államok Parti Őrségében szolgált, amíg át nem adták Ukrajnának. |
| A képen még az Amerikai Parti Őrség szolgálatában áll, ukrán festésű képet nem találtam. | P193            | Fasztyiv                                     | Sziget osztályú járőrhajó | 1989. 4. 21    | 2021. 11. 29                             | Az USA-ban épült, USCGC Washington néven a Az Egyesült Államok Parti Őrségében szolgált, amíg át nem adták Ukrajnának. |
| keret nélküli | L-451           | Malin rohamnaszád                            | 58503 Kenrtavr-LK         | 2018. 9. 14.   |                                          | |
| | L-452           | Stanyiszlav rohamnaszád                      | 58503 Kentavr-LK          | 2018. 9. 20.   |                                          | |
| | L-434           | Szvatovo partraszállító hajó                 | 1176. projekt             | 1979           | 1992. 4. 15.                             | |
| | U360            | Henyicseszk                                  | Aknászhajó                | 1985. 7. 10.   | 1997. 8. 1.                              | |

Lásd még:

## Katonai szolgálat és hadkiegészítési rendszer

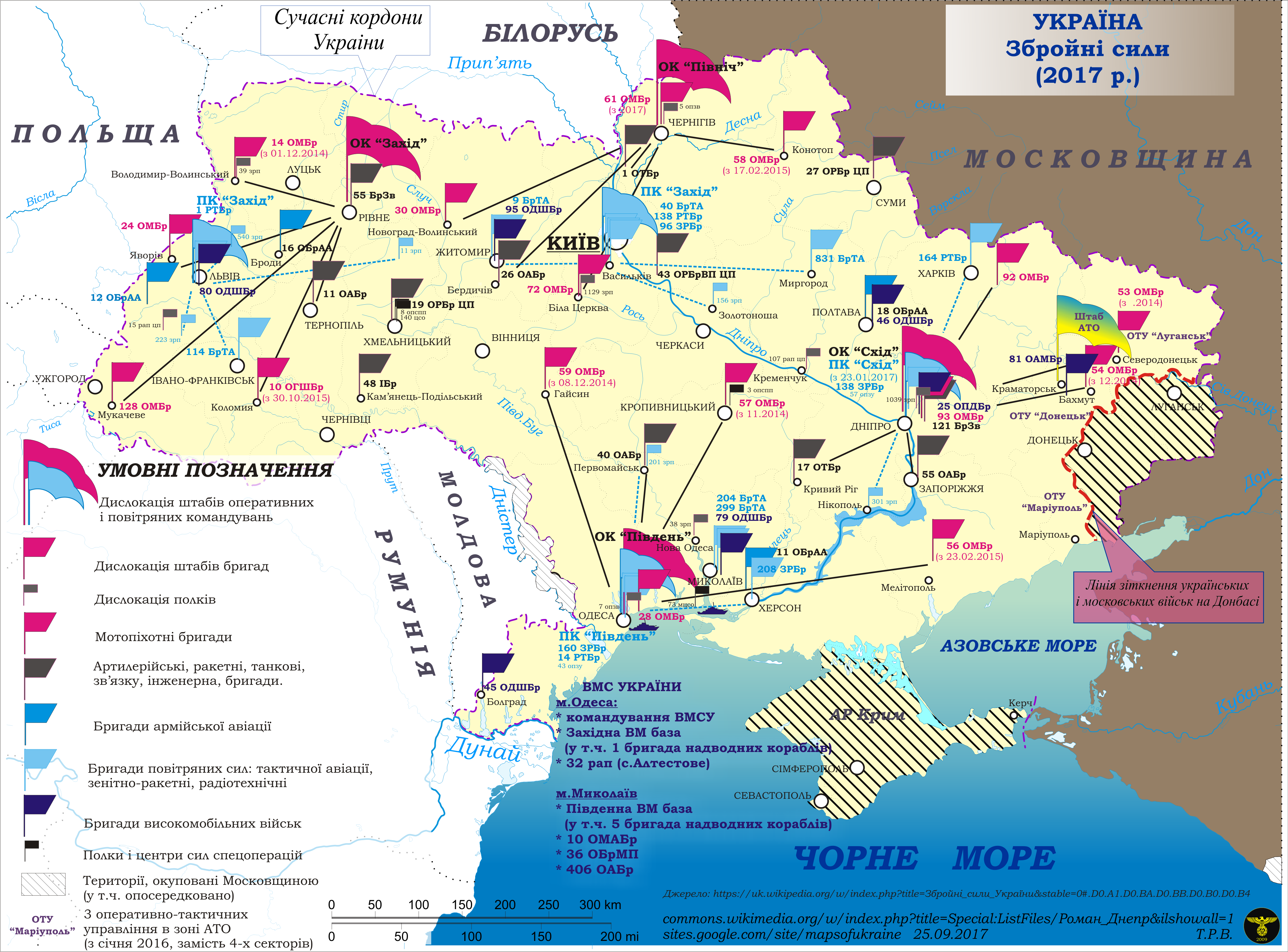
Az Ukrán Fegyveres Erők diszlokációja

## Ukrajna haderejének néhány összefoglaló adata
- Katonai költségvetés: 921 millió amerikai dollár (2005)
- Teljes személyi állomány: 245 000 (2004-ben), ebből 56 000 polgári alkalmazott
- Tartalék: kb 1 000 000 fő.
- Mozgósítható lakosság: 12 196 319 (2003, becslés)

## Szárazföldi erő: 217544 fő (2021)

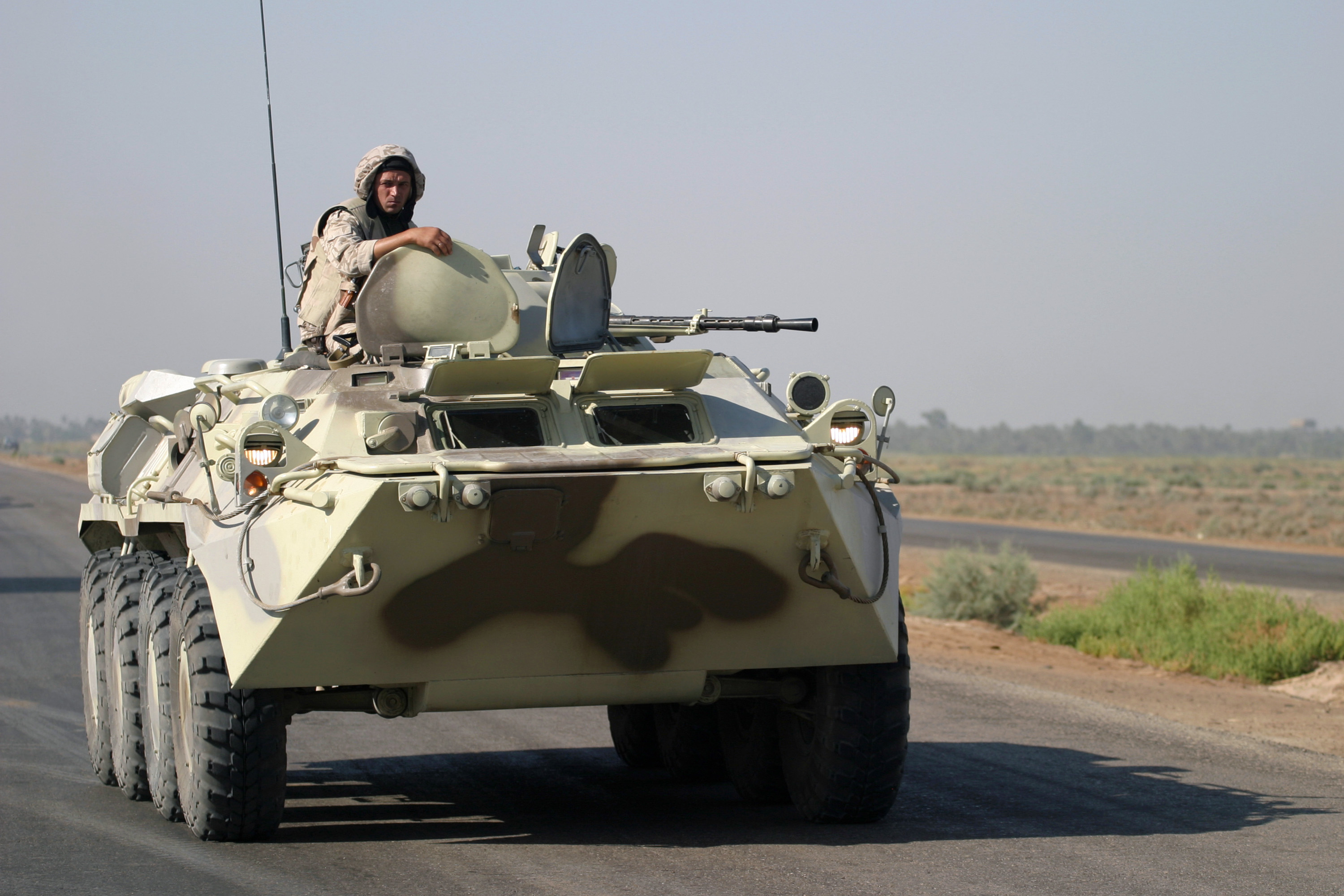
Ukrán BTR-80-as

### Fegyverzet
- 3153 db harckocsi:
  - 1780 db T–64
  - 1196 db T–72 (ezeknek nagy része használhatatlan állapotban van)
  - 167 db T–80
  - 10 db T–84
- 600 db BRDM–2 felderítő harcjármű
- 3043 db páncélozott gyalogsági harcjármű:
  - 1008 db BMP–1
  - 458 db BRM-1K
  - 1434 db MBP-2
  - 4 db BMP–3
  - 61 db BMD–1
  - 78 db BMD–2
- 1682 db páncélozott szállító jármű (BTR–60, BTR–70, BTR–80, BTR–D, MT–LB)

Tüzérségi lövegek:
- 3705 db:
  - vontatott: 1143 db (122 mm-es, 152 mm-es)
  - önjáró: 1298 db (122 mm-es, 152 mm-es, 203 mm-es)
  - 588 db rakéta-sorozatvető (122 mm-es, 152 mm-es, 222 mm-es, 300 mm-es)
  - 600 db aknavető (120 mm-es, 160 mm-es)
  - 74 db önjáró aknavető (240 mm-es)

Hadműveleti-harcászati rakéta:
- 72 db Scud-B
- 90 db Tocska (SS-21)
- 5 db Luna–M

Légvédelmi rakéták:
- 100 db SA-4
- 125 db SA-8
- 60 db SA-11
- kb 150 db SA-13

Harci helikopter: 205 db (Mi–24)
Támogató helikopter: 348 db (Mi–6, Mi–8).
A 2022-es orosz invázió idején sok eszköz megsemmisült, a pontos veszteség még nem ismert.

## Légierő, légvédelem: 96 000 fő (2004)
Az Ukrán Légierő 499 db harci repülőgéppel rendelkezik (nincs harci helikopter).
Állomány:
- 2 repülőhadtest (5. és 14.):
- 1 több feladatú gyors reagálású repülőcsoport (35.)
- 1 kiképző törzs

- közvetlen támogató/vadászbombázó:
- 3 ezred 71 db Szu–24

- vadászbombázó:
- 63 db Szu–25

- vadászrepülő:
- 7 ezred: 217 db MiG–29 (ebből 199 db harckész, 16 db raktáron, 2 db kiképző)
- 61 db F-16
- 60 db Szu–27

- felderítő:
- 29 db Szu–24
- 24 db Szu–17

- szállító:
- 60 db Il–76
- 45 db An–12, An–14, An-16, Tu–134, Il–78 (tanker)

- támogató helikopter:
- 314 db (Mi–2, Mi–6, Mi–8)

- légvédelmi rakéta: 825 db indító SZ–75 Dvina, SZ–125 Nyeva–M, SA-5, SA-10, SA-12A.

## Haditengerészet
A személyi állomány létszáma 2007-ben 15 470 fő volt.
Hajóállomány:

Az Ukrán Haditengerészet lobogója

- 1 db hagyományos dízel–elektromos tengeralattjáró (U001 Zaporizzsja, jelenleg[mikor?] üzemen kívül, 2010-ben tervezték üzembe állítani)
- 1 db cirkáló (Ukrajina cirkáló, építés alatt)
- 1 db fregatt (U130 Hetyman Szahajdacsnij)
- 9 db őr- és partvédő hajó
- 5 db aknarakó-szedő hajó
- 7 db deszanthajó
- 9 db vegyes feladatú hajó

### Haditengerészeti Légierő
Repülőgépek:
- 16 db repülőgép

Helikopterek:
- 13 db harci helikopter

### Tengerészgyalogság
Az Ukrán Haditengerészet tengerészgyalogságát 1 dandár alkotja.

### Haditengerészeti bázisok
- Odessza
- Novoozerne

1997. május 31-én Ukrajna és Oroszország kormánya megegyezett a fekete-tengeri flotta státusáról és csoportosításáról, előreláthatólag 20 évre. Az egyezmény értelmében a két ország haditengerészete közösen használja többek között a szevasztopoli bázist.
A 2022-es orosz invázió idején sok eszköz megsemmisült, pontos számuk még nem ismert.